# Jasper von Altenbockum
Jasper von Altenbockum (vollst. Jasper Philipp Hans von Altenbockum; * 11. Februar 1962 in Schwäbisch Hall) ist ein deutscher Journalist, Redakteur und Kommentator der Frankfurter Allgemeinen Zeitung.

## Leben
Jasper von Altenbockum, (Redaktionskürzel kum.), Sohn des Landwirts Hans-Kaspar von Altenbockum und dessen Frau Ingeborg, geb. von Bassewitz, entstammt einer Stammlinie des westfälischen Adelsgeschlechtes Altenbockum, die mit dem Baltikum verbunden ist. Seine direkten Vorfahren hatten mit Muttrin ein Gut im Kreis Belgard, Pommern. Er wuchs in Nassau an der Lahn und Schorndorf im Remstal auf. Nach Abitur und Wehrdienst studierte er Geschichte und Germanistik in Tübingen, Berlin und Münster. 1986 erhielt er an der Washington University in St. Louis einen Master of Arts in Politik, Geschichte und Vergleichender Literaturwissenschaft. 1992 wurde er an der Universität Münster bei Hans-Jürgen Teuteberg mit einer biographischen Studie über Wilhelm Heinrich Riehl promoviert.
Schon während seines Studiums schrieb er als freier Mitarbeiter Artikel für Zeitungen in Reutlingen, Waiblingen und Schwäbisch Gmünd. 1989 trat er in die politische Redaktion der Frankfurter Allgemeinen Zeitung ein. 1994 bis 1996 war er als Korrespondent für Schleswig-Holstein und Mecklenburg-Vorpommern tätig. Später bereiste er den Norden Europas und berichtete über Skandinavien und die baltischen Länder. Von 2001 bis Mai 2011 war er in der Frankfurter Zentrale für politische Nachrichten zuständig, seither ist er Ressortleiter Innenpolitik.
Jasper von Altenbockum wohnt bei Frankfurt, ist mit der Juristin Uta-Bettina von Brevern, Tochter der Sabine Robitzsch und des Bernhard von Brevern, verheiratet und hat drei Kinder.

## Standpunkte und Rezeption
Nachdem der ehemalige Fußballnationalspieler Thomas Hitzlsperger 2014 seine Homosexualität offenbart hatte, verfasste von Altenbockum einen Kommentar, in dem er die sich daraus entwickelnde Debatte als „Rocky Horror Hitzlsperger Show“ bezeichnete und Kritik an Homophobie in Deutschland als völlig übertrieben bezeichnete. Der Kommentar schloss mit den Worten „Es sollte nicht so weit kommen, dass Mut dazu gehört zu sagen: »Ich bin heterosexuell, und das ist auch gut so.«“ Der Kommentar wurde von Leo Fischer in der Tageszeitung Neues Deutschland und von Georg Diez in der Kolumne S.P.O.N. – Der Kritiker kritisch aufgegriffen.
Von Altenbockum geriet im Juni 2019 in die Kritik, als er auf Twitter ein Video eines als islamistisch und homophob geltenden YouTube-Kanals verbreitete. In dem Video werden Verschwörungstheorien über den YouTuber Rezo verbreitet, die sich unter anderem mit dessen Unabhängigkeit beschäftigen. Von Altenbockum versah seinen Tweet mit einer Unterstellung gegenüber dem YouTuber Rezo, dieser würde Werbung für den Werbekonzern Ströer betreiben. Nach massiver Kritik löschte von Altenbockum den Tweet und entschuldigte sich für die „missverständliche Formulierung“.
In einem Artikel vom September 2020 verurteilte von Altenbockum die restriktive europäische Flüchtlingspolitik und forderte die vermehrte Aufnahme von Migranten aus dem Flüchtlingslager Moria in Griechenland. „…Es wäre jedenfalls nicht schwierig, mehrere tausend Migranten, die dort und auf anderen Inseln gestrandet sind, auf dem europäischen Festland zu verteilen.“ Er beklagte, dass „… nun 400 Minderjährige von neun (!) EU-Staaten sowie der Schweiz aufgenommen werden, […] ist das Mindeste. Es ist aber immer noch weniger als das, was ohnehin im Frühjahr vereinbart wurde, als es Moria noch gab. Schon damals war die Übereinkunft unter „willigen“ EU-Staaten nur ein Tropfen auf den heißen Stein“.
Bereits in einem Kommentar vom 9. September 2020 unter dem Titel Eine Katastrophe der ganzen EU schrieb er: „Die EU müsste nur tun, was sie längst hätte tun sollen: die Gestrandeten auf das europäische Festland zu verteilen [...] Die EU hatte fünf Jahre Zeit, aus der Flüchtlingskrise von 2015 Konsequenzen zu ziehen.“ Er forderte dringlich „… eine Übersiedlung und Verteilung [der Flüchtlinge] auf das Festland.“
Sascha Lobo schrieb 2023, von Altenbockum sei der „wahrscheinlich konservativste Kommentator der konservativen »FAZ«“.

## Schriften
- Wilhelm Heinrich Riehl 1823–1897. Sozialwissenschaft zwischen Kulturgeschichte und Ethnographie. Böhlau, Köln, Weimar, Wien 1994, ISBN 978-3-412-09293-1 (Zugl.: Münster (Westfalen), Univ., Diss., 1992).
- Jasper von Altenbockum, Hans-Michael Koetzle: Kennedy in Berlin: der Kennedy-Besuch in Deutschland 1963. Begleitpublikation zu den Ausstellungen in Berlin 2013, Willy-Brandt-Haus ISBN 978-3-77742030-1

## Herausgeberschaften
- Jasper von Altenbockum (Hrsg.), Achim Greser: So schön, schön war die Zeit: Die Chronik des Jahres 2018, Frankfurter Allgemeine Buch, Frankfurt am Main, 2018 ISBN 978-3-96251022-0.
- Jasper von Altenbockum (Hrsg.), Achim Greser: Die Chronik eines Jahres: Neues aus der Wirtschaft, Frankfurter Allgemeine Buch, Frankfurt am Main, 2010 ISBN 978-3-89981217-6.
- Jasper von Altenbockum (Hrsg.), Achim Greser: Die Chronik eines Jahres – Finanzkrise?  Na und!, Frankfurter Allgemeine Buch, Frankfurt am Main, 2009 ISBN 978-3-89981176-6.
- Jasper von Altenbockum (Hrsg.), Achim Greser, Heribert Lenz: Deutschland in Sorge: die Chronik eines Jahres 2005, Frankfurter Allgemeine Buch, Frankfurt am Main, 2005 ISBN 978-3-89981080-6.